# Campeonato Moçambicano de Futebol de 2018
O Moçambola 2018 foi a 41ª temporada da principal competição de futebol em Moçambique. A temporada foi inicialmente programada para começar em 24 de fevereiro de 2018, mas foi adiada para 3 de março de 2018.
A União Desportiva do Songo revalidou o título, depois de o ter conquistado pela primeira vez na temporada de 2017,  e o Ferroviário de Maputo foi o vice-campeão. As equipes de Incomáti de Xinavane, Sporting de Nampula e Universidade Pedagógica de Manica foram as promovidas do Campeonato Nacional da Divisão de Honra de 2017 e se juntaram às outras 13 equipas da Elite Nacional em 2018.

## Regulamento
O Moçambola de 2018 foi disputado por dezasseis clubes em duas voltas. Em cada volta, todos as equipas jogaram entre si uma única vez. Não há campeões por volta, sendo declarado campeão moçambicano a equipe que obtivesse o maior número de pontos após as 30 jornadas. No final da competição, o campeão se classifica à Liga dos Campeões da CAF de 2019 e os três últimos serão rebaixados para o Divisão de Honra do ano seguinte.

## Participantes
| Clube                             | Localidade | Estádio                           | Desempenho em 2017                      |
| --------------------------------- | ---------- | --------------------------------- | --------------------------------------- |
| 1.º de Maio de Quelimane          | Quelimane  | Campo do Ferroviário de Quelimane | 13º                                     |
| Costa do Sol                      | Maputo     | Estádio do Costa do Sol           | 2º                                      |
| Maxaquene                         | Maputo     | Estádio do Maxaquene              | 12º                                     |
| Desportivo de Nacala              | Nacala     | Campo da Bela Vista               | 5º                                      |
| Chibuto                           | Chibuto    | Campo do Chibuto                  | 7º                                      |
| Incomáti de Xinavane              | Xinavane   | Campo de Xinavane                 | 1º no Grupo Sul da Divisão de Honra     |
| Ferroviário da Beira              | Beira      | Estádio do Ferroviário            | 4º                                      |
| Ferroviário de Maputo             | Maputo     | Estádio da Machava                | 8º                                      |
| Ferroviário de Nacala             | Nacala     | Estádio do Maxaquene              | 3º                                      |
| Ferroviário de Nampula            | Nampula    | Estádio 25 de Junho               | 10º                                     |
| ENH                               | Vilanculos | Estádio Municipal de Vilanculos   | 9º                                      |
| Textáfrica do Chimoio             | Chimoio    | Campo do Soalpo                   | 11º                                     |
| Liga Desportiva de Maputo         | Maputo     | Estádio da Liga Muçulmana         | 6º                                      |
| Sporting de Nampula               | Nampula    | Estádio 25 de Junho               | 1º no Grupo Norte da Divisão de Honra   |
| União do Songo                    | Songo      | Estádio 27 de Novembro            | 1º                                      |
| Universidade Pedagógica de Manica | Chimoio    | Campo de Gondola                  | 1º no Grupo Central da Divisão de Honra |

## Classificação final
| #  | Equipa                    | J  | V  | E  | D  | GP | GC | SG  | Pts | Classificação                       |
| -- | ------------------------- | -- | -- | -- | -- | -- | -- | --- | --- | ----------------------------------- |
| 1  | União do Songo (Q)        | 30 | 17 | 7  | 6  | 38 | 26 | +12 | 58  | Liga dos Campeões da CAF de 2019–20 |
| 2  | Ferroviário de Maputo     | 30 | 17 | 3  | 10 | 30 | 23 | +7  | 54  |                                     |
| 3  | Liga Desportiva de Maputo | 30 | 15 | 6  | 9  | 37 | 25 | +12 | 51  |                                     |
| 4  | Ferroviário de Nampula    | 30 | 13 | 8  | 9  | 46 | 34 | +12 | 47  |                                     |
| 5  | Maxaquene                 | 30 | 11 | 11 | 8  | 34 | 28 | +6  | 44  |                                     |
| 6  | Chibuto                   | 30 | 11 | 10 | 9  | 39 | 24 | +15 | 43  |                                     |
| 7  | Textáfrica do Chimoio     | 30 | 11 | 9  | 10 | 26 | 34 | −8  | 42  |                                     |
| 8  | Costa do Sol              | 30 | 9  | 13 | 8  | 24 | 17 | +7  | 40  |                                     |
| 9  | Ferroviário da Beira      | 30 | 10 | 9  | 11 | 37 | 28 | +9  | 39  |                                     |
| 10 | Desportivo de Nacala      | 30 | 10 | 8  | 12 | 24 | 23 | +1  | 38  |                                     |
| 11 | ENH                       | 30 | 10 | 8  | 12 | 21 | 26 | −5  | 38  |                                     |
| 12 | Incomáti de Xinavane      | 30 | 8  | 11 | 11 | 19 | 21 | −2  | 35  |                                     |
| 13 | Ferroviário de Nacala     | 30 | 8  | 11 | 11 | 18 | 26 | −8  | 35  |                                     |
| 15 | U P de Manica (R)         | 30 | 8  | 10 | 12 | 24 | 34 | −10 | 34  | Divisão de honra                    |
| 14 | 1º de Maio (R)            | 30 | 8  | 8  | 14 | 24 | 36 | −12 | 32  | Divisão de honra                    |
| 16 | Sporting de Nampula (R)   | 30 | 4  | 8  | 18 | 19 | 55 | −36 | 20  | Divisão de honra                    |

Última atualização em 08 de Novembro de 2018
Fonte: FIFA.com
Regras para classificação: 1) pontos; 2) pontos por confronto direto; 3) golos por confronto direto; 4) diferença de golos; 5) número de vitórias; 6) play-off.
(C) = Campeão; (R) = Rebaixado; (P) = Promovido; (O) = Vencedor do play-off; (A) = Classificado para a próxima fase. 
Somente aplicável se a temporada não tiver terminado: 
(Q) = Classificado para a fase do torneio indicada; (TQ) = Classificado para o torneio, mas não para a fase indicada; (DQ) = Desclassificado do torneio.